# Dhaura Kunjara
Dhaura Kunjara fou un petit estat tributari protegit a l'agència d'Indore a l'Índia central.
El thakur rebia un subsidi de 8 lliures a canvi de protegir les carreteres entre Simrol Ghat i Sigwar.